# Bossier Parish
Bossier Parish (franska: Paroisse de Bossier) är ett administrativt område, parish, i delstaten Louisiana, USA. År 2010 hade området 116 979 invånare. Den administrativa huvudorten är Benton.

## Geografi
Enligt United States Census Bureau har countyt en total area på 2 245 km². 2 174 av den arean är land och 72 km² är vatten.

### Angränsande områden
- Miller County, Arkansas – nordväst
- Lafayette County, Arkansas – norr
- Webster Parish – öster
- Bienville Parish – sydost
- Red River Parish – syd
- Caddo Parish – väster